# Hraniční přechod Netafim
Hraniční přechod Netafim (hebrejsky: מעבר נטפים, Ma'avar Netafim) byl hraniční přechod mezi Izraelem a Egyptem určený pro silniční přepravu.
Nacházel se v nadmořské výšce cca 710 metrů v hornaté krajině Negevské pouště (respektive tzv. Ejlatských hor) poblíž vádí Nachal Netafim a pramene Ejn Netafim, cca 10 kilometrů severozápadně od Ejlatu. Jižním směrem odtud vychází také vádí Nachal Gišron. Na dopravní síť byl na izraelské straně napojen pomocí dálnice číslo 12.

## Dějiny

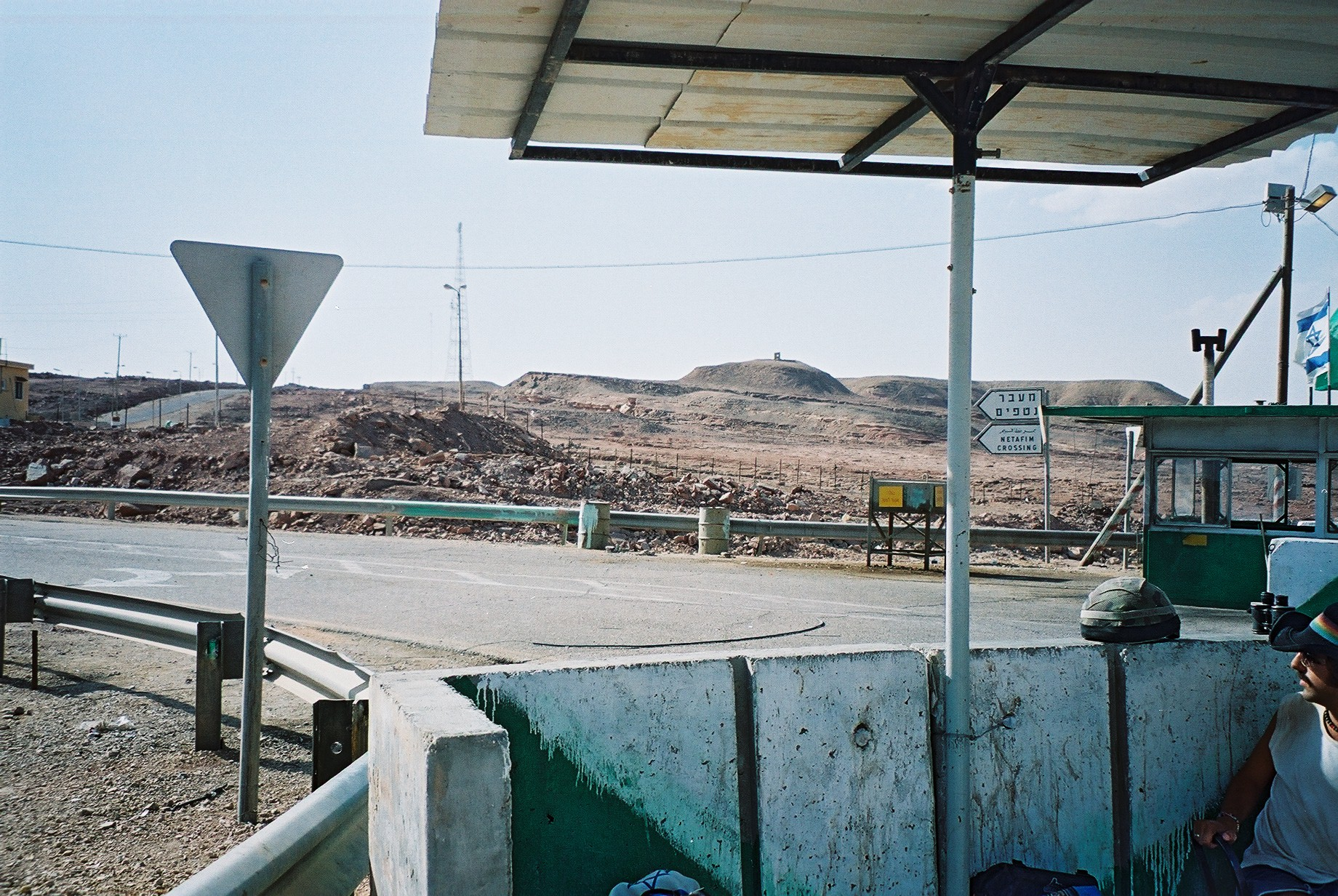
Hraniční přechod z izraelské strany

Současný hraniční přechod Netafim obsadily izraelské síly na sklonku války za nezávislost v březnu 1949. Arabský místní název této lokality zněl Ras al-Nakb. V následujících letech ale vzhledem k absenci diplomatických styků mezi Izraelem a Egyptem na této hranici žádný přechod nefungoval. V roce 1967 pak hranice zmizela s tím, jak Izrael obsadil Sinajský poloostrov. V důsledku podpisu Egyptsko-izraelské mírové smlouvy koncem 70. let 20. století byla ovšem mezinárodní hranice mezi oběma státy v této linii obnovena a tehdy také vznikl hraniční přechod Netafim. Šlo o součást širších investic souvisejících s izraelským odchodem ze Sinaje. Tehdy například došlo k vyasfaltování pohraniční silnice, která vede po téměř celé délce hranice, od hraničního přechodu Netafim až do města Rafáh v pásmu Gazy. Později ale byl přechod uzavřen a neslouží veřejnosti.
V 90. letech 20. století se v důsledku mírové smlouvy uzavřené s Jordánskem v Izraeli plánovaly zásadní investice do nadregionální dopravní infrastruktury. Jedním z plánů byla též výstavba dálnice spojující Egypt, Izrael a Jordánsko s využitím hraničního přechodu Netafim, od kterého by navrhovaná komunikace obloukem obcházela Ejlat a skrz hraniční přechod Arava i Akabu, přičemž by navazovala na místní mezinárodní letiště.
V současnosti zmiňuje ředitel nedalekého hraničního přechodu Taba možnost, že by po dohodě s egyptskými úřady mohl být hraniční přechod Netafim zprovozněn, ovšem jen pro mimořádné příležitosti, například během svátků, kdy na Sinajský poloostrov míří množství izraelských turistů.